# Aspidoglossum eylesii
Aspidoglossum eylesii là một loài thực vật có hoa trong họ La bố ma. Loài này được (S.Moore) Kupicha mô tả khoa học đầu tiên năm 1984.